# Шимко Григорій Лук'янович
Григорій Лук'янович Шимко (28 лютого 1919, Хрінівка — 26 травня 2003, Київ) — радянський офіцер, Герой Радянського Союзу, в роки радянсько-німецької війни старший льотчик 91-го гвардійського штурмового авіаційного полку 4-ї гвардійської штурмової авіаційної дивізії 5-го штурмового авіаційного корпусу 5-ї повітряної армії 2-го Українського фронту, гвардії лейтенант.

## Біографія
Народився 28 лютого 1919 року в селі Хрінівка (нині Іллінецького району Вінницької області) в селянській родині. Українець. Член КПРС з 1944 року. Закінчив сім класів середньої школи. Працював у місті Макіївці Донецької області на шахті.
У 1940 році мобілізований до Червоної Армії. У 1943 році закінчив Ворошиловградську військово-авіаційну школу пілотів. У боях радянсько-німецької війни з жовтня 1943 року. Воював на 2-му Українському фронті.
До травня 1945 року гвардії лейтенант Г. Л. Шимко здійснив 203 бойових вильоти на штурмівку німецьких військ, завдавши противнику значних втрат у живій силі і техніці.
Указом Президії Верховної Ради СРСР від 15 травня 1946 року «за зразкове виконання бойових завдань командування по знищенню живої сили і техніки противника і проявлені при цьому мужність і героїзм» гвардії лейтенанту Григорію Лук'яновичу Шимку присвоєно звання Героя Радянського Союзу з врученням ордена Леніна і медалі «Золота Зірка» (№ 9013).

Могила Григорія Шимко

У 1947 році закінчив Краснодарську вищу авіаційну школу штурманів. З 1962 року майор Г. Л. Шимко — у відставці. Жив і працював у Києві. Помер 26 травня 2003 року. Похований у Києві на Міському кладовищі «Берківці».

## Нагороди
Нагороджений орденом Леніна, двома орденами Червоного Прапора, трьома орденами Вітчизняної війни 1-го ступеня, двома орденами Червоної Зірки, орденом Слави 3-го ступеня, медалями.